# Уэйн (Мичиган)
Уэйн (англ. Wayne [vˈein]) — город, расположенный в округе Уэйн штата Мичиган, к юго-западу от Детройта. Согласно переписи населения от 2000 года в нём проживает порядка 19 051 человек. Компания Ford Motors имеет здесь 2 завода по сборке автомобилей модельного ряда: на одном — Ford Expedition и Lincoln Navigator, на другом — Ford Focus.
Начиная с 2006 года центр года претерпел ряд изменений при активном участии студии уличного дизайна университета Эндрюса. В числе завершённых проектов — новая пожарная часть на Уэйн-роуд, полицейский участок на Мичиган-авеню и Департамент общественных работ. Планируется также строительство железнодорожного транзитного Департамента на Вашингтон-стрит
Кроме этого, Центр развития начал осуществление нескольких программ по благоустройству городского пейзажа, в том числе улучшение автостоянки и пешеходных переходов.

## История

### XIX век
Уэйн основан в 1820-е годы. Изначально — небольшая деревушка, известная под названием Уголок Дерби (англ. Derby’s Corners). Однако в 1836 году название поселения изменено на Уэйн (англ. Wayne) в честь генерала Энтони Уэйна. В 1869 году объединено с рядом деревень.

### XX век
После Второй мировой войны здесь наблюдается резкий рост населения и промышленности, который, однако, остановился в наши дни. По данным переписи от 1990 года, численность населения города составляла 19 899 человек, а по данным переписи от 2000 года — 19 051.

#### Взрыв в Уэйне
В среду 29 декабря 2010 года, согласно статье, размещавшейся на главной странице AOL News, взорвался и рухнул семейный мебельный магазин, расположенный в центре города. Сильно пострадал его владелец — Пол Франк, который госпитализирован и направлен в больницу Мичиганского университета. Официальная версия местных властей — взрыв природного газа. Помимо хозяина, были и другие пострадавшие, но их поиски быстро прекращены, поскольку под обломками бетона вряд ли кто-либо остался в живых.

## Образование
Государственные образовательные учреждения в Уэйне представлены следующими:
- Старшая школа Уэйн Мемориал (англ. Wayne Memorial High School) — талисман школы Зебра.
- Старшая школа Джона Глена (англ. John Glenn High School) — талисман школы Ракета.
- Средняя школа Бенджамина Франклина (англ. Benjamin Franklin Middle School) — талисман школы Шмель.
- Начальная школа Хувера (англ. Hoover Elementary School) — талисман школы Орёл.
- Начальная школа Рузвельта-МакГрата (англ. Roosevelt-McGrath Elementary School) — талисман школы Бегун.
- Начальная школа Тафта-Галлоуэя (англ. Taft-Galloway Elementary School) — талисман школы Тигр.
- Начальная школа Вандерберга (англ. Vandenberg Elementary School) — талисман школы Викинг.

## Общественные сооружения
Государственная библиотека Уэйна основана в 1923 году и первоначально размещалась в подсобке обувного магазина. Все книги были собственностью библиотекарей и жителей города. На протяжении долгих лет библиотека меняла своё месторасположение, переезжала в другие города, а в 1995 году администрацией города специально для неё построено здание (2200 м) на площади Ветеранов (англ. Veterans’ Plaza). Она предлагает книги, CD, DVD, компьютерные услуги, детские кружки и многое другое. Друзья библиотеки оказывают ей дополнительную финансовую поддержку. Её совет состоит из пяти членов, назначаемых городской администрацией.
Парки и зоны отдыха Департамента Общественного центра имеют акватории, ледовый каток, клуб.

### Парки
Кроме перечисленного выше, Уэйн — город, обладающий 17-ю парками и игровыми площадками. В Эствудском парке проводится ежегодное фейерверк-шоу, а в Гаудском парке проходит Уилфест (англ. Wheelfest). В летний период в амфитеатре последнего по четвергам выступают с концертной программой местные музыканты и артисты.

### Театр
Около 7000 тысяч человек каждый месяц посещают местный театр, расположенный на Мичиган-авеню. Этот театр является площадкой для взрослых и молодёжных коллективов и представляет 4—6 спектаклей в год.

### Исторический музей
Исторический музей Уэйна расположен на площади Уан Таун (англ. One Town Square) в центре города и насчитывает более 100 экспонатов.
Свою историю музей отсчитывает с 1878 года. Именно в этом году специально для него построено новое двухэтажное здание. В июле 1963 года решением властей в рамках музея создана специальная Историческая комиссия, главная цель которой — сбор и хранение истории Уэйна.
19 марта 1985 года городской совет утвердил план, рекомендованный этой комиссией по обновлению и расширению музея. Деньги на осуществление проекта выделил Исторический Фонд Помощи (англ. Historical Fund Requests), в частности, Питер Уорнер, Клара Хози и супруги Брендер.

## География
Город Уэйн ограничен Гленвуд-роуд — на севере, Ханнан-роуд — на западе, Ван-Борн-роуд — на юге и Мерриман-роуд — на востоке. По данным Бюро переписи населения США, город имеет общую площадь 6,0 квадратных миль (15,6 км).

## Демография
По данным переписи населения от 2000 года, в городе насчитывается 19 051 человек, 7373 домашних хозяйств и 4844 семьи. Плотность населения составляет 1221,9 человека на квадратный километр.

### Расовый состав
- Белые: 84,36 %
- Афроамериканцы: 11,29 %
- Индейцы: 0,61 %
- Азиаты: 1,44 %
- Другие расы: 0,47 %